# نيكولاس غيلد
نيكولاس غيلد (بالإنجليزية: Nicholas Guild)‏ (1944، مقاطعة سان ماتيو في الولايات المتحدة)؛ روائي أمريكي.